# Liga Premier de Israel 2015-16
La Ligat ha'Al 2015-16 es la temporada 17a desde su introducción en 1999 y la temporada 74a de fútbol de primer nivel en Israel. Comenzó el 22 de agosto de 2015 y terminó en mayo de 2016.
El campeón defensor es el Maccabi Tel Aviv.

## Ascensos y descensos
Hapoel Petah-Tikvah y F.C. Ashdod descendieron al final de la segunda fase de la temporada 2014-15 después de terminar en el penúltimo y último lugar de la tabla del grupo de descenso respectivamente.
Los descendidos fueron reemplazados por el campeón de la Liga Leumit 2014-15, el Bnei Yehuda Tel Aviv  y el subcampeón Hapoel Kfar Saba.
| Pos. | de Ligat ha'Al 2014/15 |
| ---- | ---------------------- |
| 13.º | Hapoel Petah-Tikvah    |
| 14.º | F.C. Ashdod            |

| Pos. | de Liga Leumit 2014/15 |
| ---- | ---------------------- |
| 1.º  | Bnei Yehuda Tel Aviv   |
| 2.º  | Hapoel Kfar Saba       |

## Equipos participantes
| Club                 | Ciudad        | Estadio                | Capacidad |
| -------------------- | ------------- | ---------------------- | --------- |
| Beitar Jerusalem     | Jerusalem     | Teddy Stadium          | 31,733    |
| Bnei Sakhnin         | Sakhnin       | Doha Stadium           | 8,500     |
| Bnei Yehuda Tel Aviv | Tel Aviv      | Bloomfield Stadium     | 14,413    |
| Hapoel Ironi Acre    | Acre          | Acre Municipal Stadium | 5,000     |
| Hapoel Be'er Sheva   | Be'er Sheva   | Vasermil Stadium       | 13,000    |
| Hapoel Haifa         | Haifa         | Estadio Sammy Ofer     | 30,942    |
| Hapoel Kfar Saba     | Kfar Saba     | Levita Stadium         | 5,800     |
| Hapoel Ra'anana      | Ra'anana      | Netanya Stadium        | 13,610    |
| Hapoel Tel Aviv      | Tel Aviv      | Bloomfield Stadium     | 14,413    |
| Ironi Kiryat Shmona  | Kiryat Shmona | Ironi Stadium          | 5,300     |
| Maccabi Haifa        | Haifa         | Estadio Sammy Ofer     | 30,942    |
| Maccabi Netanya      | Netanya       | Netanya Stadium        | 13, 610   |
| Maccabi Petah Tikva  | Petah Tikva   | HaMoshava Stadium      | 11,500    |
| Maccabi Tel Aviv     | Tel Aviv      | Bloomfield Stadium     | 14,413    |

## Formato de competencia
La primera fase del campeonato consiste en un torneo de todos contra todos entre los 14 equipos a dos vueltas (local y visitante) para un total de 26 partidos para cada equipo. 
En la segunda fase del campeonato, los equipos son divididos de acuerdo a su posición al término de la primera fase, los 6 equipos mejor clasificados acceden a la ronda de campeonato donde jugaran todos contra todos a partidos de ida y vuelta para aun total de 10 partidos por cada equipo. El equipo con más puntos será el campeón y califica para participar en la segunda ronda previa de la Liga de Campeones de la UEFA 2016-17. El subcampeón y tercer lugar califican para la primera ronda previa de la Liga Europea de la UEFA 2016-17. Un tercer cupo para la Liga Europea de la UEFA 2016-17 es otorgado al campeón de la Copa de Israel comenzando en la segunda ronda previa.
Los 8 equipos restantes jugaran la ronda de descenso en sistema de todos contra todos a un solo partido, para un total de 7 partidos para cada equipo.
Los equipos que terminen en penúltimo y último lugar descenderán a la Liga Leumit para la temporada 2016-17.

## Primera fase

### Tabla de posiciones
|  |     | Equipo               | PJ | PG | PE | PP | GF | GC | DG  | PTS |
|  | --- | -------------------- | -- | -- | -- | -- | -- | -- | --- | --- |
|  | 1.  | Hapoel Be'er Sheva   | 26 | 20 | 4  | 2  | 48 | 17 | +31 | 64  |
|  | 2.  | Maccabi Tel Aviv     | 26 | 19 | 4  | 3  | 59 | 20 | +39 | 61  |
|  | 3.  | Beitar Jerusalem     | 26 | 15 | 6  | 5  | 38 | 19 | +19 | 51  |
|  | 4.  | Maccabi Haifa        | 26 | 10 | 8  | 8  | 33 | 25 | +8  | 38  |
|  | 5.  | Bnei Sakhnin         | 26 | 10 | 6  | 10 | 32 | 25 | +7  | 36  |
|  | 6.  | Hapoel Ra'anana      | 26 | 10 | 6  | 10 | 29 | 31 | -2  | 36  |
|  | 7.  | Bnei Yehuda (A)      | 26 | 9  | 6  | 11 | 27 | 35 | -8  | 33  |
|  | 8.  | Maccabi Petah Tikva  | 26 | 8  | 6  | 12 | 23 | 30 | -7  | 30  |
|  | 9.  | Hapoel Kfar Saba (A) | 26 | 7  | 8  | 11 | 19 | 31 | -12 | 29  |
|  | 10. | Hapoel Acre          | 26 | 8  | 5  | 13 | 18 | 36 | -18 | 29  |
|  | 11. | Ironi Kiryat Shmona  | 26 | 6  | 10 | 10 | 25 | 31 | -6  | 28  |
|  | 12. | Hapoel Tel Aviv      | 26 | 6  | 9  | 11 | 17 | 31 | -14 | 27  |
|  | 13. | Hapoel Haifa         | 26 | 5  | 10 | 11 | 27 | 37 | -10 | 25  |
|  | 14. | Maccabi Netanya      | 26 | 1  | 8  | 17 | 10 | 37 | -27 | 11  |

- (A) Ascendido para esta temporada.

|  | Clasificados a la ronda de campeonato. |
|  | Clasificados a la ronda de descenso.   |

## Segunda fase

### Ronda de campeonato
|  |    | Equipo             | PJ | PG | PE | PP | GF | GC | DG  | PTS |
|  | -- | ------------------ | -- | -- | -- | -- | -- | -- | --- | --- |
|  | 1. | Hapoel Be'er Sheva | 36 | 25 | 8  | 3  | 66 | 24 | +42 | 83  |
|  | 2. | Maccabi Tel Aviv   | 36 | 24 | 9  | 3  | 76 | 24 | +52 | 81  |
|  | 3. | Beitar Jerusalem   | 36 | 18 | 6  | 12 | 46 | 37 | +9  | 58  |
|  | 4. | Maccabi Haifa      | 36 | 14 | 11 | 11 | 45 | 42 | +3  | 53  |
|  | 5. | Bnei Sakhnin       | 36 | 13 | 9  | 14 | 46 | 40 | +6  | 48  |
|  | 6. | Hapoel Ra'anana    | 36 | 11 | 9  | 16 | 38 | 48 | -10 | 42  |

El Beitar Jerusalem tiene dos puntos menos por sanción.

El Maccabi Haifa se clasifica a la segunda ronda previa de la Europa League al ganar la Copa de Israel.
|  | Campeón y clasificado a la segunda ronda previa de la Liga de Campeones de la UEFA 2016-17. |
|  | Clasificado a la primera ronda previa de la Liga Europea de la UEFA 2016-17.                |

### Ronda de descenso
|  |     | Equipo               | PJ | PG | PE | PP | GF | GC | DG   | PTS |
|  | --- | -------------------- | -- | -- | -- | -- | -- | -- | ---- | --- |
|  | 7.  | Maccabi Petah Tikva  | 33 | 13 | 7  | 13 | 34 | 35 | -1   | 46  |
|  | 8.  | Bnei Yehuda (A)      | 33 | 13 | 7  | 13 | 37 | 43 | -6   | 46  |
|  | 9.  | Hapoel Tel Aviv      | 33 | 10 | 12 | 11 | 30 | 37 | -7   | 42  |
|  | 10. | Hapoel Kfar Saba (A) | 33 | 9  | 11 | 13 | 23 | 37 | -14  | 38  |
|  | 11. | Ironi Kiryat Shmona  | 33 | 8  | 12 | 13 | 32 | 39 | -7   | 36  |
|  | 12. | Hapoel Haifa         | 33 | 7  | 13 | 13 | 38 | 48 | -10  | 34  |
|  | 13. | Hapoel Acre          | 33 | 9  | 7  | 17 | 27 | 48 | -210 | 34  |
|  | 14. | Maccabi Netanya      | 33 | 1  | 9  | 23 | 14 | 50 | -36  | 12  |

|  | Descendido a la Liga Leumit 2016-17. |

## Estadísticas

### Máximos goleadores
| Pos. | Jugador              | Club                | Goles |
| ---- | -------------------- | ------------------- | ----- |
| 1    | Eran Zahavi          | Maccabi Tel Aviv    | 35    |
| 2    | Nikita Rukavytsya    | Beitar Jerusalem    | 14    |
| 2    | Shlomi Azulay        | Bnei Sakhnin        | 14    |
| 2    | Elyaniv Barda        | Hapoel Be'er Sheva  | 14    |
| 5    | Evans Kangwa         | Hapoel Ra'anana     | 11    |
| 5    | Pedro Joaquín Galván | Bnei Yehuda         | 11    |
| 5    | Anthony Nwakaeme     | Hapoel Be'er Sheva  | 11    |
| 5    | Mahran Lala          | Hapoel Haifa        | 11    |
| 9    | Eliran Atar          | Maccabi Haifa       | 10    |
| 9    | Ofir Mizrahi         | Ironi Kiryat Shmona | 10    |
| 9    | Tal Ben Haim         | Maccabi Tel Aviv    | 10    |

Fuente: Israel Football Association Archivado el 20 de octubre de 2015 en Wayback Machine.